# Kijowiec (Białoruś)
Kijowiec (biał. Кіявец, ros. Киевец) – wieś na Białorusi, w obwodzie mińskim, w rejonie wołożyńskim, gminie Raków. W okresie międzywojennym wieś leżała ok. 10 km od granicy wschodniej rubieży II Rzeczypospolitej, wchodząc w skład województwa wileńskiego.

## Historia
W czasach zaborów wieś, majątek i plebania w gminie Raków, w powiecie mińskim, w guberni mińskiej Imperium Rosyjskiego. W 1866 liczyła 42 mieszkańców w 4 domach. Była tu cerkiew prawosławna, kaplica katolicka i młyn wodny.
W latach 1921–1945 wieś, majątek i plebania leżały w Polsce, w województwie wileńskim, w powiecie stołpeckim, a od 1927 w powiecie mołodeckim, w gminie Raków.
Według Powszechnego Spisu Ludności z 1921 roku zamieszkiwało:
- wieś – 23 osoby, 12 było wyznania rzymskokatolickiego a 11 prawosławnego. Jednocześnie 17 mieszkańców zadeklarowało polską a 6 białoruską przynależność narodową. Było tu 6 budynków mieszkalnych[5]. W 1931 w 7 domach zamieszkiwało 31 osób[6].
- majątek – 30 osób, 17 było wyznania rzymskokatolickiego, 12 prawosławnego a 1 rosyjską. Jednocześnie 10 mieszkańców zadeklarowało polską, 19 białoruską a 1 rosyjską przynależność narodową. Było tu 6 budynków mieszkalnych[5]. W 1931 w 5 domach zamieszkiwało 46 osób[6].
- plebanię  – w 1931 w 2 domach zamieszkiwało 10 osób[6].

Wierni należeli do parafii rzymskokatolickiej w Rakowie i miejscowej prawosławnej. Miejscowość podlegała pod Sąd Grodzki w Rakowie i Okręgowy w Wilnie; właściwy urząd pocztowy mieścił się w Rakowie.
W Kijowcu zmarł Gotfryd Ernest Groddeck.